# Hapigia alexiae
Hapigia alexiae is een vlinder uit de familie van de tandvlinders (Notodontidae). De wetenschappelijke naam van de soort is voor het eerst geldig gepubliceerd door Thiaucourt.